# ROCK★STAR
『ROCK★STAR』(ロックスター)は清木場俊介の通算18枚目となるシングル。2014年7月23日にSPEEDSTAR RECORDSから発売された。

## 概要
前作「幸せな日々を君と」以来2か月ぶりのシングルを「初回限定盤」「通常盤」の2形態で発売。アーティスト写真・ジャケット写真が、当時開設されたスペシャルサイトにて6月24日に公開。MVは6月30日に公開となった。前作のバラードとは違うロックチューンである本作に関して「サラッとした曲調のなかに、メッセージを盛り込む好きなスタイル」と答えている。

## チャート成績
オリコンチャート週間シングルランキング最高位19位を記録。

## 収録曲
| 全作詞: 清木場俊介、全作曲: 川根来音。 |                             |            |            |      |
| #                                      | タイトル                    | 作詞       | 作曲・編曲 | 時間 |
| 1.                                     | 「ROCK★STAR」               | 清木場俊介 | 川根来音   | 4:48 |
| 2.                                     | 「私よ...深く泳ぎなさい」   | 清木場俊介 | 川根来音   | 4:00 |
| 3.                                     | 「ROCK★STAR‐instrumental-」 | 清木場俊介 | 川根来音   | 4:46 |
| 合計時間:                              | 合計時間:                   | 13:34      |            |      |

## 収録アルバム
- MY SOUNDS(#1)

## 楽曲解説
1. ROCK★STAR
TBS系「噂の!東京マガジン」エンディングテーマ[3]
2. 私よ...深く泳ぎなさい
3. ROCK★STAR-instrumental-